# Tyler Bozak
Tyler Bozak, född 19 mars 1986 i Regina i Saskatchewan, är en kanadensisk professionell ishockeyspelare som spelar för St. Louis Blues i NHL.
Han har tidigare spelat på NHL-nivå för Toronto Maple Leafs och på lägre nivåer för Toronto Marlies i AHL och University of Denver i NCAA.
Bozak vann Stanley Cup med St. Louis Blues säsongen 2018–19.

## Klubblagskarriär

### NHL

#### Toronto Maple Leafs
Bozak blev inte draftad av någon NHL-klubb men skrev på ett tvåårigt entry level-kontrakt värt 7,45 miljoner dollar med Toronto Maple Leafs den 3 april 2009.
Han förlängde kontraktet med två år den 6 juli 2011 och skrev på ett nytt femårskontrakt värt 21 miljoner dollar med klubben den 5 juli 2013.

#### St. Louis Blues
Den 1 juli 2018 skrev han som free agent på ett treårskontrakt värt 15 miljoner dollar med St. Louis Blues.
Han vann Stanley Cup med St. Louis Blues säsongen 2018–19.

## Statistik

### Klubbkarriär
| 2003–04    | Regina Pat Canadians | SHA        | 42  | 17  | 19  | 36  | 40  | —  | —  | —  | —  | —  |
| 2004–05    | Victoria Salsa       | BCHL       | 55  | 15  | 16  | 31  | 24  | —  | —  | —  | —  | —  |
| 2005–06    | Victoria Salsa       | BCHL       | 56  | 31  | 38  | 69  | 26  | —  | —  | —  | —  | —  |
| 2006–07    | Victoria Grizzlies   | BCHL       | 59  | 45  | 83  | 128 | 45  | —  | —  | —  | —  | —  |
| 2007–08    | University of Denver | NCAA       | 41  | 18  | 16  | 34  | 22  | —  | —  | —  | —  | —  |
| 2008–09    | University of Denver | NCAA       | 19  | 8   | 15  | 23  | 10  | —  | —  | —  | —  | —  |
| 2009–10    | Toronto Marlies      | AHL        | 32  | 4   | 16  | 20  | 6   | —  | —  | —  | —  | —  |
| 2009–10    | Toronto Maple Leafs  | NHL        | 37  | 8   | 19  | 27  | 6   | —  | —  | —  | —  | —  |
| 2010–11    | Toronto Maple Leafs  | NHL        | 82  | 15  | 17  | 32  | 14  | —  | —  | —  | —  | —  |
| 2011–12    | Toronto Maple Leafs  | NHL        | 73  | 18  | 29  | 47  | 22  | —  | —  | —  | —  | —  |
| 2012–13    | Toronto Maple Leafs  | NHL        | 46  | 12  | 16  | 28  | 6   | 5  | 1  | 1  | 2  | 4  |
| 2013–14    | Toronto Maple Leafs  | NHL        | 58  | 19  | 30  | 49  | 14  | —  | —  | —  | —  | —  |
| 2014–15    | Toronto Maple Leafs  | NHL        | 82  | 23  | 26  | 49  | 44  | —  | —  | —  | —  | —  |
| 2015–16    | Toronto Maple Leafs  | NHL        | 57  | 12  | 23  | 35  | 18  | —  | —  | —  | —  | —  |
| 2016–17    | Toronto Maple Leafs  | NHL        | 78  | 18  | 37  | 55  | 30  | 6  | 2  | 2  | 4  | 4  |
| 2017–18    | Toronto Maple Leafs  | NHL        | 81  | 11  | 32  | 43  | 28  | 7  | 2  | 2  | 4  | 6  |
| 2018–19    | St. Louis Blues      | NHL        | 72  | 13  | 25  | 37  | 20  | 26 | 5  | 8  | 13 | 8  |
| 2019–20    | St. Louis Blues      | NHL        | —   | —   | —   | —   | —   |    | —  | —  | —  | —  |
| NHL totalt | NHL totalt           | NHL totalt | 666 | 149 | 254 | 403 | 202 | 44 | 10 | 13 | 23 | 22 |